# Marrakech (jeu)
Pour les articles homonymes, voir Marrakech (homonymie).
Marrakech est un jeu de société créé par Dominique Ehrhard illustré par Marie Cardouat en 2007 et édité par Gigamic.
Pour 2 à 4 joueurs, de 6 à 120 ans pour environ 15 minutes.

## Récompense
- As d'or Jeu de l'année  2008